# NGC 216
NGC 216 هي مجرة محدبة تبعد حوالي 68.8 مليون سنة ضوئية من الشمس تقع في كوكبة قيطس. تم اكتشافها في 9 ديسمبر 1784 من قبل وليام هيرشل.

## وصلات خارجية
- NGC 216 على موقع ويكي سكاي: DSS2, SDSS, GALEX, IRAS, Hydrogen α, X-Ray, Astrophoto, Sky Map, Articles and images